# Anolis alayoni
Espèce
Anolis alayoni est une espèce de sauriens de la famille des Dactyloidae. 

## Répartition
Cette espèce est endémique de Cuba. Elle se rencontre dans les provinces de Holguín et de Guantánamo.

## Étymologie
Cette espèce est nommée en l'honneur de Giraldo Alayón García.

## Publication originale
- Estrada & Hedges, 1995 : A new species of Anolis (Sauria: Iguanidae) from eastern Cuba. Caribbean Journal of Science, vol. 31, no 1/2, p. 65-72 (texte intégral).